# 百日告別
『百日告別』（ひゃくにちこくべつ、原題：百日告別、英語題：Zinnia Flower）は、2015年の台湾映画。
交通事故で婚約者を失った女性と、同じく妊娠した妻を失った男性が、それぞれに自らの傷を癒していく姿を描いたドラマ映画。主演のカリーナ・ラムが第52回金馬奨最優秀主演女優賞を受賞した。

## キャスト
- シンミン（心敏）：カリーナ・ラム（林嘉欣）
- ユーウェイ（育偉）：シー・チンハン（石錦航）
- レンイー（仁毅）：チャン・シューハオ（張書豪）
- シンティン（心庭）：リー・チエンナ（李千娜）
- ジャーイエン（佳妍）：ツァイ・ガンユエン（蔡亘晏）

特別出演
- シャオウェン（曉雯）：アリス・クー（柯佳嬿）
- レンヨウ（仁佑）：マー・ジーシアン（馬志翔）

## スタッフ
- 監督・脚本：トム・リン（林書宇）
- エグゼクティブプロデューサー・脚本：リウ・ウェイラン（劉蔚然）
- 音楽：コン・ユーチー（龔鈺祺）［ソーダグリーンのアコン（阿龔）］
- 音声：トー・ドゥーチ（杜篤之）、ジャン・レエンチェン（江連真）
- 撮影：ユー・ジンピン（余靜萍）
- 照明：イエン・リーウェイ（袁立衛）
- 美術：ウー・ルーユン（吳若昀）
- デザイン：チェン・ボーレン（陳柏任）